# Белоглави мармозет
Белоглави мармозет (Callithrix geoffroyi) је врста примата (Primates) из породице Callitrichidae. 

## Распрострањење
Ареал врсте је ограничен на једну државу. Бразил је једино познато природно станиште врсте.

## Станиште
Станишта врсте су шуме, речни екосистеми и пустиње. 

## Угроженост
Ова врста је наведена као последња брига, јер има широко распрострањење и честа је врста.